# Hayden Matthews
Pour l’article homonyme, voir Matthews.
Hayden Matthews, né le 19 juin 2004 à Sydney en Australie, est un footballeur international australien qui évolue au poste de défenseur central au Portsmouth FC.

## Biographie

### Jeunesse
Né à Sydney en Australie, Hayden Matthews commence le football dans le club de Connells Point Rovers dans le quartier St George à Sydney avant de se faire repérer lors d'un tournoi de jeune par un recruteur du Sydney FC.

### En club

#### Sydney FC
Il joue son premier match en professionnel avec le Sydney FC, le 19 janvier 2024, à l'occasion d'une rencontre de championnat face au Newcastle United Jets FC. Il entre en jeu en fin de match avec le numéro 27 sur son dos et son équipe s'impose par quatre buts à zéro. Le 25 janvier suivant il signe son premier contrat professionnel avec le Sydney FC.
Profitant de plusieurs absences sur blessures, le jeune défenseur est régulièrement titularisé depuis son premier match, gagnant la confiance de son entraîneur, Ufuk Talay. Il s'impose alors dans l'équipe et est considéré comme l'un des espoirs du football australien. Ses performances attirent notamment le Portsmouth FC lors de l'été 2024 mais l'offre du club anglais est repoussée par le Sydney FC.  

#### Portsmouth FC
Au mercato d'hiver 2025, Portsmouth revient à la charge et signe Matthew le 27 janvier pour environ 1,5 million d'euros. Il portera le numéro 44. 
Un jour plus tard, le 28 janvier, Matthews est titularisé par John Mousinho à l'occasion de la 17e journée de Championship contre Milwall à la suite du forfait de dernière minute d'Atkinson et du retour de blessure de Shaughnessy. Malgré une bonne performance globale, l'attaquant adverse Ivanović prend le dessus sur lui et parvient à marquer le seul but de la rencontre pour une défaite 1-0. Matthews décrit le rythme comme "plus rapide et plus physique [...] ce qui constitue un grand bond en avant par rapport à la A-League".

### En sélection
Hayden Matthews honore sa première sélection avec l'équipe nationale d'Australie le 19 novembre 2024, lors d'une rencontre face au Bahreïn. Il est titularisé et les deux équipes se neutralisent (2-2 score final).

## Statistiques

### Statistiques en club
| Saison                | Club                  | Championnat           | Championnat | Championnat | Championnat | Coupe nationale | Coupe nationale | Coupe nationale | Coupe de la Ligue | Coupe de la Ligue | Coupe de la Ligue | Compétition(s) continentale(s) | Compétition(s) continentale(s) | Compétition(s) continentale(s) | Compétition(s) continentale(s) | Australie | Australie | Australie | Total | Total | Total |
| Saison                | Club                  | Division              | M.          | B.          | P.d.        | M.              | B.              | P.d.            | M.                | B.                | P.d.              | Comp.                          | M.                             | B.                             | P.d.                           | M.        | B.        | P.d.      | M.    | B.    | P.d.  |
| 2023-2024             | Sydney FC             | A-League              | 17          | 0           | 0           | -               | -               | -               | -                 | -                 | -                 | -                              | -                              | -                              | -                              | -         | -         | -         | 17    | 0     | 0     |
| 2024-2025             | Sydney FC             | A-League              | 12          | 0           | 1           | 1               | 0               | 0               | -                 | -                 | -                 | ACL2                           | 6                              | 0                              | 0                              | 1         | 0         | 0         | 20    | 0     | 1     |
| Sous-total            | Sous-total            | Sous-total            | 29          | 0           | 1           | 1               | 0               | 0               | -                 | -                 | -                 | -                              | 6                              | 0                              | 0                              | 1         | 0         | 0         | 37    | 0     | 1     |
| 2024-2025             | Portsmouth FC         | Championship          | 6           | 0           | 0           | 0               | 0               | 0               | 0                 | 0                 | 0                 | -                              | -                              | -                              | -                              | -         | -         | -         | 6     | 0     | 0     |
| Total sur la carrière | Total sur la carrière | Total sur la carrière | 35          | 0           | 1           | 1               | 0               | 0               | 0                 | 0                 | 0                 | -                              | 6                              | 0                              | 0                              | 1         | 0         | 0         | 43    | 0     | 1     |